# Huis
O povo hui (em língua mandarim: 回族; pinyin: Huízú; Xiao'erjing: حُوِ ذَو) é um grupo étnico chinês tipicamente distinto pela sua prática do Islão. Hui é a abreviação do nome completo Huihui (回回); formam um dos 56 grupos étnicos oficialmente reconhecidos pela República Popular da China.
Concentram-se no noroeste da China (Ningxia, Gansu, Qinghai, Xinjiang), mas existem comunidades espalhadas por todo o país.
A maioria dos huis é semelhante em cultura à etnia han com a exceção da prática do Islão, e tendo algumas características culturais distintas como resultado. Por exemplo, como muçulmanos, seguem as leis alimentares islâmicas e rejeitam o consumo de porco, a segunda carne comum mais consumida na cultura chinesa (sendo galinha a principal), tendo dado origem à sua variação da cozinha chinesa (a cozinha islâmica chinesa) e às artes marciais chinesas muçulmanas. O seu modo de vestir difere igualmente apenas nos chapéus brancos que os homens usam e nos véus ou lenços na cabeça que as mulheres usam, como é o caso da maioria das culturas islâmicas.

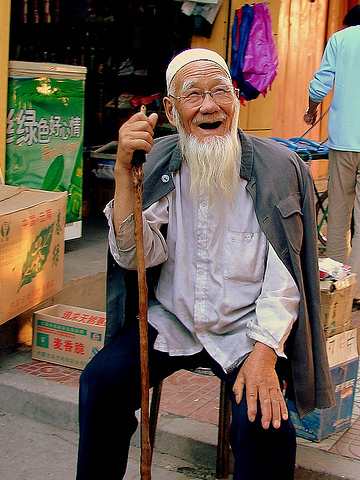
Homem hui.